# Récicourt
Récicourt je francouzská obec v departementu Meuse v regionu Grand Est. Žije zde 150 obyvatel.

## Poloha obce

### Sousední obce
| Růžice kompasu | Aubréville          | Montzéville | Béthelainville      | Růžice kompasu |
| Růžice kompasu | Clermont-en-Argonne | Sever       | Dombasle-en-Argonne | Růžice kompasu |
| Růžice kompasu | Clermont-en-Argonne | Récicourt   | Dombasle-en-Argonne | Růžice kompasu |
| Růžice kompasu | Clermont-en-Argonne | Jih         | Dombasle-en-Argonne | Růžice kompasu |
| Růžice kompasu | Brabant-en-Argonne  |             |                     | Růžice kompasu |